# 卡森 (密蘇里州)
卡森（英語：Carson）是位於美國密蘇里州豪厄爾縣的鬼鎮。

## 歷史
卡森的郵局於1908年設立，其後於1928年停運。

## 地理
卡森所處的海拔為高於海平面280米（即919英呎），而該地所採用的時區為UTC-6，即北美中部時區（CST）。同時該地設有夏令時間，為UTC-6調快一小時，即UTC-5（CDT）。